# Iglesia de Santa María (Erillcastell)
La iglesia de Santa María de Erillcastell (en catalán Santa Maria d'Erillcastell) era la iglesia parroquial del pueblo de Erillcastell, del antiguo término de Malpàs, actualmente perteneciente al término de el Pont de Suert.

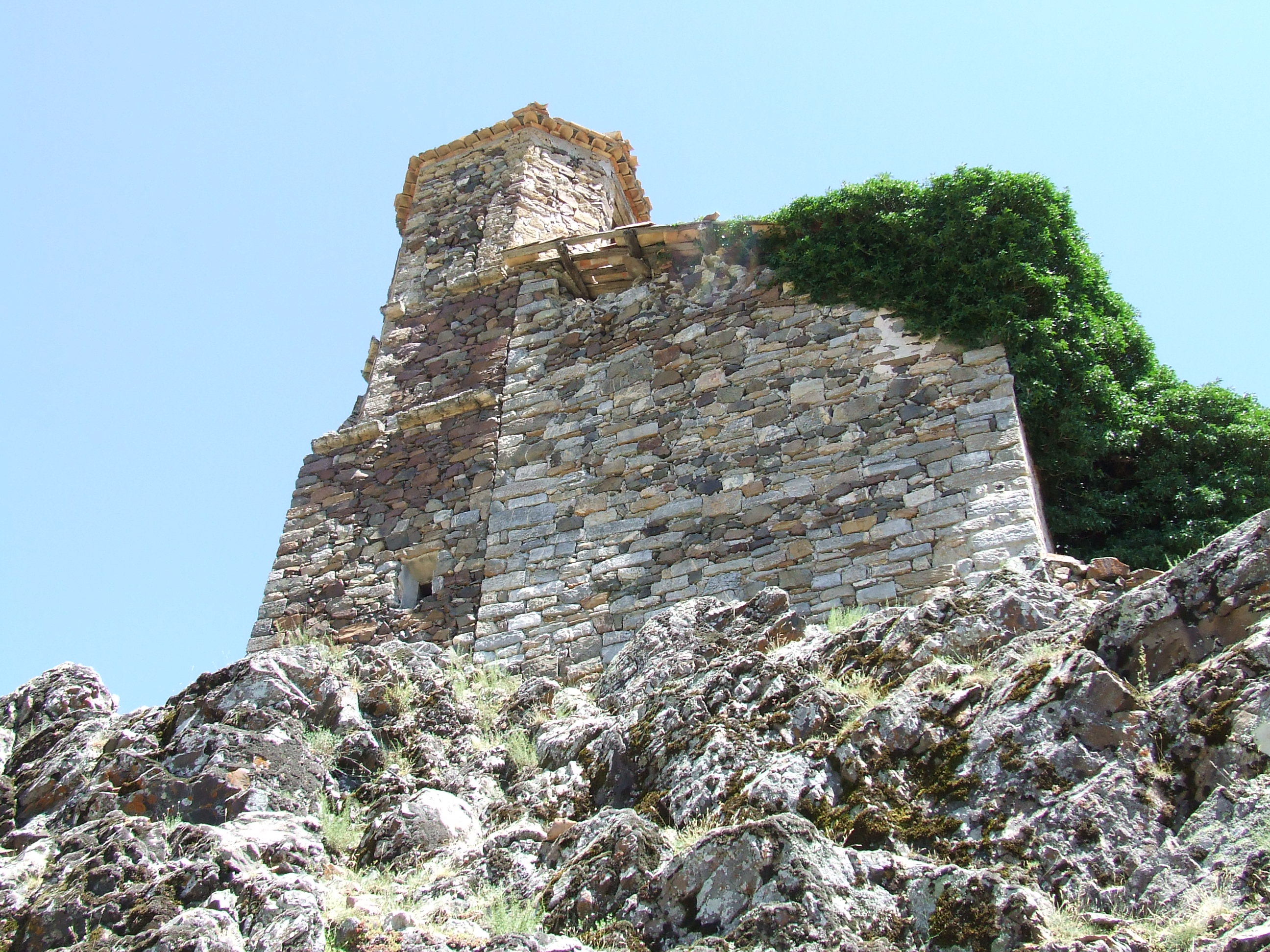
Fachada oeste

De la iglesia románica, documentada desde finales del siglo XII, no queda nada: la iglesia actual, ahora abandonada, es un edificio moderno, sin que parezcan quedar restos del templo original.
En el Museo Diocesano de Lérida hay una notable talla de madera policromada de la Madre de Dios con el Niño, de formas claramente románicas, que se pueden datar en la segunda mitad del siglo XIII.
Una segunda imagen de la Madre de Dios con el Niño, muy primitiva, se duda si procede de esta iglesia o de la de San Gil de Pinyana.
|               |                |
| El campanario | El altar mayor |